# Ham Fisher
Hammond Edward „Ham“ Fisher (* 24. September 1900 in Wilkes-Barre, Pennsylvania; † 27. Dezember 1955) war ein US-amerikanischer Comiczeichner und  Karikaturist. Bekannt wurde er durch den humoristischen Comicstrip Joe Palooka.
Fisher begann seine Zeichnerkarriere als Sportkarikaturist für die Zeitungen seines Geburtsortes und zeichnete im Jahr 1920 die ersten Folgen der humoristischen Boxerserie Joe Palooka. Der Gründung einer eigenen Zeitung war kein langfristiger Erfolg beschieden, sodass er 1927 nach New York zog, wo er in der Anzeigenabteilung der New York Daily News arbeitete. Ihm gelang es, innerhalb weniger Wochen Joe Palooka an mehrere Zeitungen zu verkaufen. Fisher, der hauptsächlich die Geschichten zu Joe Palooka schrieb, beschäftigte diverse Ghost-Zeichner, die in seinem Auftrag und unter seinem Namen zeichneten, darunter auch Al Capp. Capp warf Fisher später vor, andere Zeichner auszubeuten und ließ in seinen Li’l Abner-Strips einen an Fisher erinnernden bösartigen Comiczeichner auftreten. Das Auftauchen von gefälschten Li’l Abner-Strips wurde seitens der National Cartoonists Society Fisher angelastet, sodass man ihm dort seine Mitgliedschaft aufkündigte.
Fisher nahm sich am 27. Dezember 1955 das Leben.